# Coupe du monde de tir à l'arc en salle de 2015
Navigation
Édition précédente Édition suivante
La coupe du monde de tir à l'arc en salle de 2015 est la cinquième édition annuelle de la coupe du monde en salle organisée par la World Archery Federation (WA). Elle regroupe des compétitions individuelles dans les catégories d'arc classique et arc à poulies.
Pour cette compétition, une nouvelle étape de qualification à Bangkok remplace celle de Singapour. L'étape de qualification de Nîmes remplace celle de Telford.

## Calendrier
| Étape  | Date                     | Lieu      | Pays       |
| ------ | ------------------------ | --------- | ---------- |
| 1re    | du 8 au 9 novembre 2014  | Marrakech | Maroc      |
| 2e     | du 6 au 7 décembre 2014  | Bangkok   | Thaïlande  |
| 3e     | du 23 au 25 janvier 2015 | Nîmes     | France     |
| 4e     | du 6 au 7 février 2015   | Las Vegas | États-Unis |
| Finale | 8 février 2015           | Las Vegas | États-Unis |

## Format de compétition
Quatre compétitions de qualification ont lieu entre novembre 2014 et février 2015 pour chacune des catégories et les meilleurs archers sont qualifiés pour les finales en février à Las Vegas. Toutes les épreuves se déroulent en intérieur avec des cibles se situant à 18 m.
Les 16 premiers archers de chaque catégorie suivant leur total de points, seront qualifiés pour la finale à Las Vegas le 8 février 2015.

## Résultats
Voici les résultats de la finale du 8 février 2015 :
| Épreuves                      | Or                          | Argent                       | Bronze                       |
| ----------------------------- | --------------------------- | ---------------------------- | ---------------------------- |
| Individuelle classique hommes | Kim Jaeh-yeong Corée du Sud | Min Byeong-yeon Corée du Sud | Gye Dong-hyun Corée du Sud   |
| Individuelle classique femmes | Jo Seung-hyeon Corée du Sud | Kim Min-jung Corée du Sud    | Sim Ye-ji Corée du Sud       |
| Individuelle poulies hommes   | Mike Schloesser Pays-Bas    | Stephan Hansen Danemark      | Pierre Julien Deloche France |
| Individuelle poulies femmes   | Erika Jones États-Unis      | Crystal Gauvin États-Unis    | Lexi Keller États-Unis       |